# Skam
„Rușine” (în norvegiană: Skam) este un serial norvegian care povestește despre viața de zi cu zi a liceenilor din școala Hartvig Nissen. Prima serie a fost publicată pe data de 25 septembrie 2015 pe NRK. În fiecare sezon telespectatorii urmăresc soarta personajului cărui i sa dedicat sezonul. In primul sezon personajul principal a fost Eva Kviig Mohn, în al doilea sezon Noora  Amalia Saetre, în al treilea Iasak Valtersen și în al patrulea Sana Bakkoush.
Fiecare sezon este bazat pe anumite teme, începand cu greutățile întâmpinate în relații, identitate, tulburări alimentare, abuz sexual, homosexualitate, probleme de sănătate mintală, religie și dragoste interzisă.
Pe 7 aprilie 2017 a fost anunțat că sezonul patru va fi ultimul. Creatorul serialului, Julie Andem a scris pe instagramul său:  «„Skam” a devenit munca noastră 24/24. A fost foarte interesant să lucrez asupra serialului și întradevăr cred, că el v-a oferit o energie uimitoare, și fiți siguri că "Skam" va continua să vă uimească și să vă încânte. Recent am decis că nu va mai exista un sezon nou în toamnă. Știu că mulți dintre voi vor fi supărați și dezamăgiți să audă acest lucru, dar sunt sigur că am luat decizia corectă.»
Primul episod al celui de-al patrulea sezon a avut premiera pe 10 aprilie 2017. Episodul complet a fost lansat pe 14 aprilie.
La sfârșitul lui 2016, Simon Fuller a scris o scrisoare către NRK despre ce ar dori să facă adaptarea seriei în SUA.